# 李渡街道
李渡街道，是中华人民共和国重庆市涪陵区下辖的一个乡镇级行政单位。

## 行政区划
李渡街道下辖以下地区：
致远社区、明家湾社区、桂花园社区、断桥社区、石龙社区、石院村、水磨滩村、垭口村、云星村、百花村、龙桥村、岚马村、梨园村、堰桥村、龙塘村、两龙村、韩龙村、新龙村和山仑村。